# Boualem Zid El Goudam
Pour plus de détails, voir Fiche technique et Distribution.
Boualem Zid El Goudam (en arabe : بوعلام ، زيد الڨدام), est un film algérien de Moussa Haddad, sorti en 1980, adapté de la pièce éponyme de Slimane Benaïssa.

## Synopsis
Boualem et Sekfali, traversent l'interminable désert algérien. Boualem tracte une charrette remplie de livres anciens, d'images, de reliques et de souvenirs de Sekfali. Deux individus, deux approches de la vie, deux perspectives sur le monde. Chacun d'eux marqué par le passé, ont des visions différentes de l'avenir. La guerre de libération algérienne a marqué l'enfance de Boualem, il aspire à une société égalitariste, le socialisme et émancipatrice. Sekfali, à l'attitude aristocratique, considère, lui, le socialisme comme un utopie, que les gens n’aiment pas les responsabilités, ils n'agissent que si un dirigeant leur en donne l'injonction.

## Fiche technique
- Titre original : Boualem Zid El Goudam - بوعلام ، زيد الڨدام
- Titre France : La Charrette
- Réalisation : Moussa Haddad
- Scénario : Slimane Benaïssa
- Producteur : Ahmed Bedjaoui
- Son : Saïd Guénifi
- Musique : Wahid Omari
- Montage : Kahena Attia-Riveill
- Sociétés de production : Radiodiffusion télévision algérienne
- Société de distribution : Océan Films
- Pays d'origine : Algérie
- Langue originale : Arabe
- Format : couleur — 16 mm
- Genre : drame, aventure
- Durée : 84 minutes
- Dates de sortie : Algérie, 1980

## Distribution
- Slimane Benaïssa : Boualem
- Omar Guendouz : Sekfali